# Drottningholmsbron

Drottningholmsbron är en bro som förbinder Kärsön och Lovön i sjön Mälaren. Bron, som är en del av länsväg 261, är en lågbro, ungefär 250 meter lång och ligger i omedelbar närhet av Drottningholms slott. Mot öst, i riktning mot Bromma, ansluter Nockebybron från 1973, över bron leder Drottningholmsvägen.

## Den första Drottningholmsbron

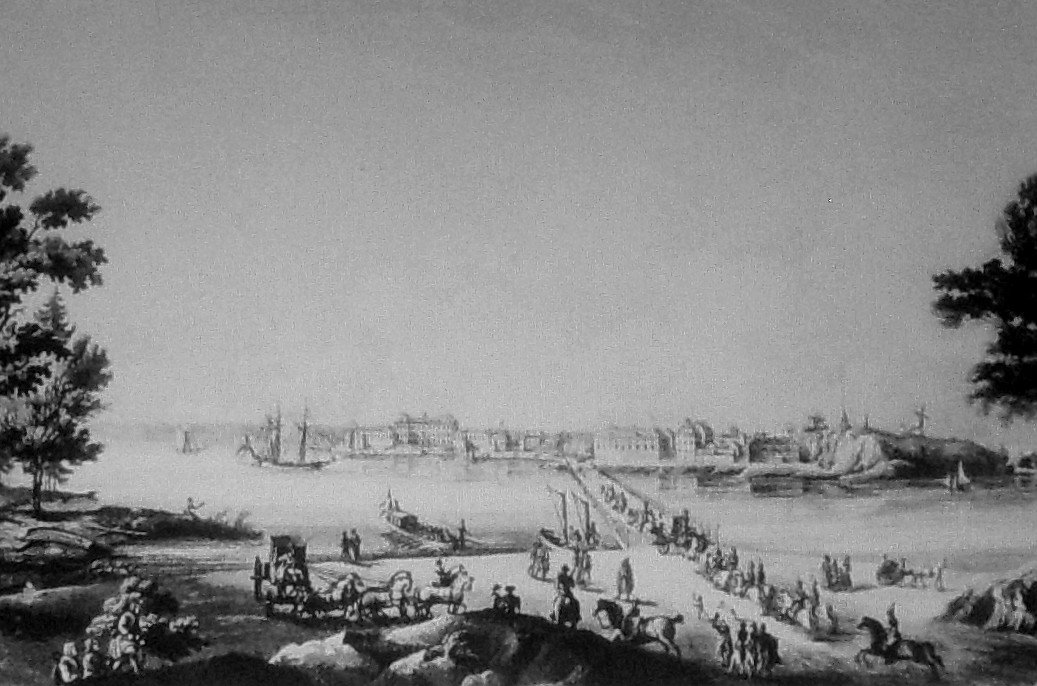
Akvarellerad gravyr av Johan Fredrik Martin som visar en kunglig kortege på väg mot Lovön över Drottningholmsbron vid invigningsceremonien den 19 augusti 1787.

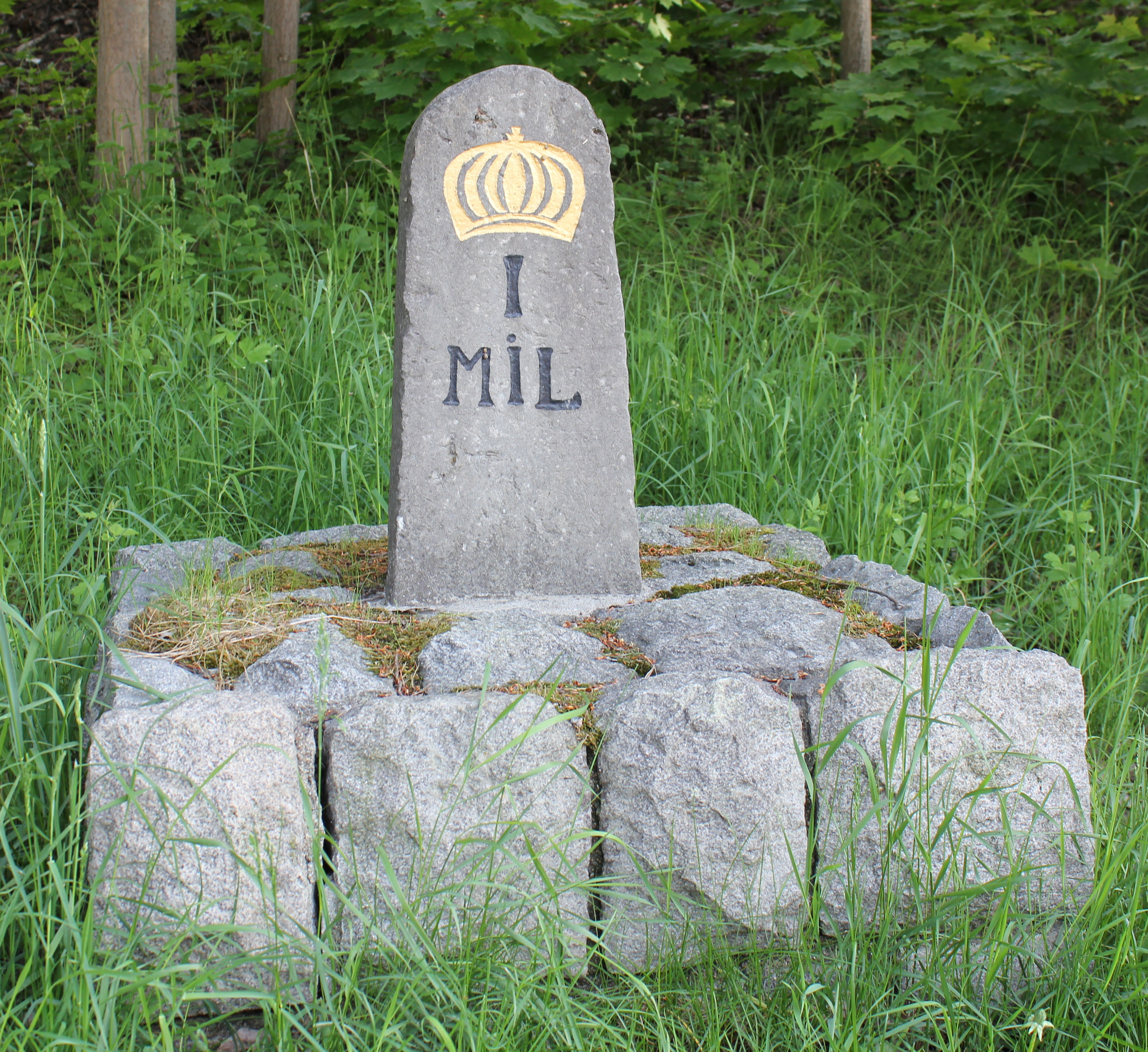
Milstenen nära Nockebybron mot Drottningholm sattes upp först 1859.

Den första Drottningholmsbron byggdes som en fast broförbindelse samtidigt med Nockebybrons och Tranebergsbrons föregångare på uppdrag av Gustav III år 1787. Arkitekt för alla tre broarna var Carl Fredrik Adelcrantz. Tidigare hade kungen fått färdas till slottet på Drottningholm via den långa omvägen genom Solna socken och Bällsta till Tyska botten, för att därifrån färjas över till Lovön. Omkring mitten av 1800-talet var man tvungen att efterhand byta ut broarna. De ersattes då med flottbroar, alltså flytande broar.
Johan Fredrik Martins gravyr föreställer sannolikt slutskedet av invigningsceremonierna den 19 augusti 1787, då den yttersta av de tre broarna invigdes. Bengt Olof Wennerberg i Brommaboken 1987, det år då det var tvåhundra sedan invigningen av Drottningholmsbron, säger att det som främst talar för att gravyren visar invigningsceremonierna är, att det är en gles, men ändå betydande skara åskådare på bilden. "Man bör betänka att evenemang av denna art inte var som nuförtiden i förväg kända av folket i gemen. Hur som helst, det här är nog den äldsta och mest verklighetstrogna bilden av den yttersta av de tre broar som denna augustidag för tvåhundra år sedan fullbordade vägförbindelsen mellan huvudstaden och slottet på Lovön." Den nya kungsvägen gick från Stortorget till Drottningholms slott, den "innehåller några hundra Steg öfver en Mil". Den nya kungsvägen, inklusive Gustav III:s väg och de tre broarna, invigdes av Gustav III i sin helhet den 19 augusti 1787 och därmed var den nya Drottningholmsbron invigd. Milstenen vid Nockebybron sattes upp först 1859 och minner om invigningsdagen.

### Adelcrantzes bro
"Adelcrantzes bro", som den kom att kallas efter den som ställde förslaget (friherren och arkitekten Carl Fredrik Adelcrantz), var byggd på 32 stenkistor och gick att öppna för segeltrafiken. 1987 firades Kungens väg 200 år, det var den 19 augusti 1787 som Gustav III invigde Drottningholmsvägen genom centrala Bromma. Vägen med tillhörande broar går ungefär i öst-västlig riktning, vilket kartan från 1829 visar. Kartan ingick som bilaga till Carl Gustaf af Forsells bok Beskrifning Öfver Bromma Socken År 1825. Med tillägg 1843. Tidsskillnaden mellan 1787 och 1829 spelar i detta fall ingen roll, eftersom ingenting väsentligt inträffade med vägen eller dess omgivningar under de första 42 åren. Bron över Nockebysundet var Adelcrantz' speciella skötebarn, enligt Rolf Gezelius i Brommaboken 1987. Gustav III önskade bättre förbindelser att färdas från Stockholms slott till Drottningholm och på hans initiativ byggdes tre nya broar. Gustav såg även till att den långa besvärliga färdvägen från Stockholm till Lovön förbättrades. Det var ett omfattande infrastrukturprojekt som även innefattade flera brobyggen. Adelcrantz hade stort inflytande på utformningen av hela väg- och broförbindelsen mellan Stockholm och Drottningholm. Han lyckades övertyga kungen om att undvika en flottbro och istället bygga en betydligt dyrare, fast bro, som vilade på stenkistor. Adelcrantz skulle lösa problemen och år 1780 hade han sitt förslag klart.

### Byggnationen av den första Drottningholmsbron
Trots att man stötte på oväntade svårigheter under arbetets gång stod bron färdig till invigningen efter mer än fyra års byggnadstid. Det var oväntade svårigheter i form av djup dy ovanpå sluttande bergbotten. Som en jämförelse kan nämnas att flottbron mellan Kersö och Drottningholm byggdes på endast 27 dagar, sedan brofästena färdigställts. Nära kärsösidan var ett båtgenomsläpp ordnat av den 470 meter långa bron.

## Den första flottbron
Adelcrantzes bro hade tjänat ut mot slutet av 1850-talet och den ersattes då av en flottbro. Den blev endast dryga 250 meter lång, beroende på att man byggde en mer än 200 meter lång vägbank från kärsösidan. Denna andra bro försämrades i början av 1900-talet allt mer på grund av eftersatt underhåll och ökande biltrafik. Bron höll på att blåsa bort i en svår storm den 22 oktober 1924. Detta satte fart på nybyggnadsplanerna. Det uppstod oenighet mellan olika kommuner och myndigheter. Men till slut, sedan Gustav V ingripit, byggdes en ny bro, som invigdes den 22 december 1926.

## Den första betongbron
Den första betongbron invigdes under festliga former den 22 december 1926 av kung Gustaf V. Medlen för brobygget togs ur en fond som skapades av fordonsskatter. Nuvarande lågbro har en segelfri höjd på 1,3 meter och invigdes 1973 samtidigt med Nockebybron och Tappströmsbron.
Konstruktionen av bron var gjord av professor Carl Forssell. Bron stod på pålar, som bar upp järnbalkar, på vilka körbanan vilade. Det var vissa problem med bron i början, men den gjorde i alla fall god tjänst tills den ökande trafiken krävde en bredare bro med större bärkraft. Den nya högbron invigdes den 10 oktober 1973 med en bro som landade nära Brostugans nya plats. Innan dess hade man ett provisorium under åren 1965-1973. Drottningholmsbron har byggts om ungefär samtidigt med de olika nockebybroarna.

## Drottningholmsbron, historiska bilder

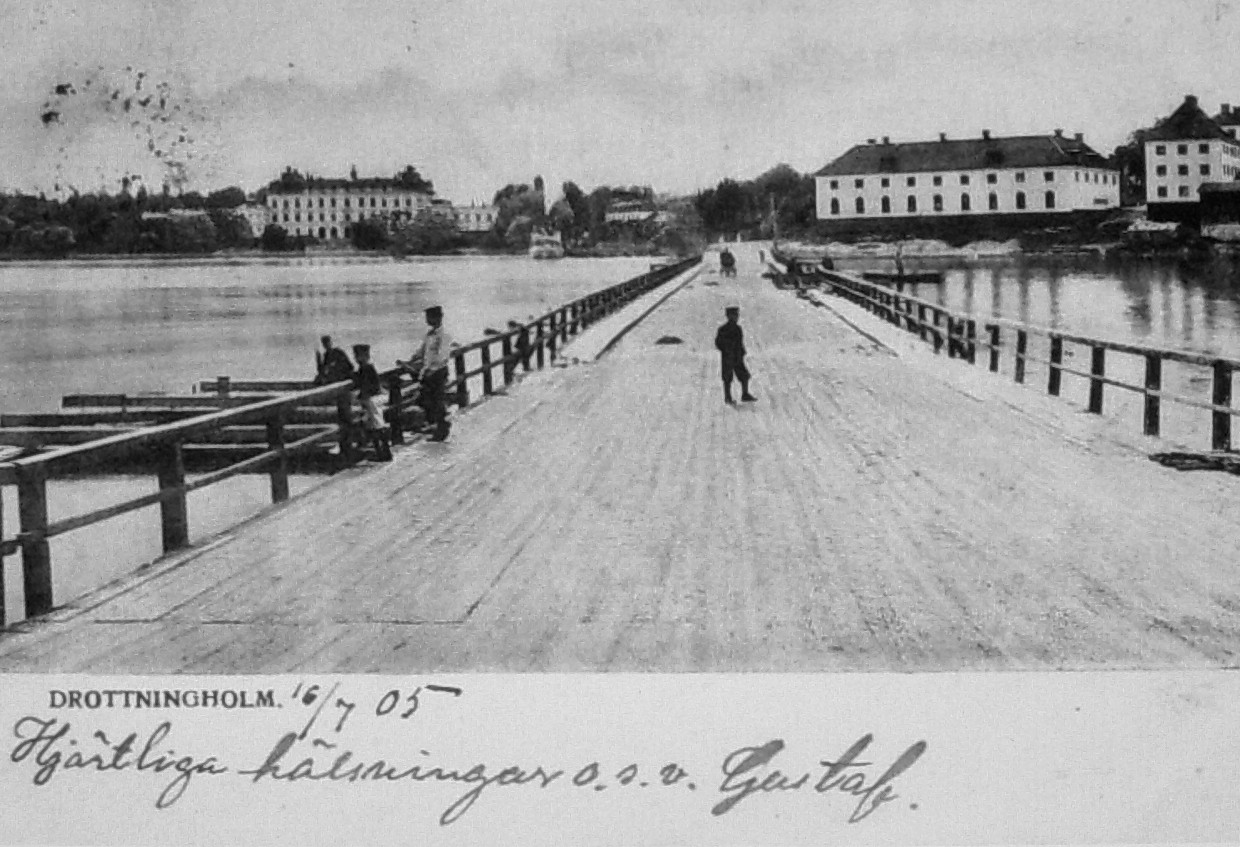
Flottbron, vykort från 1905.
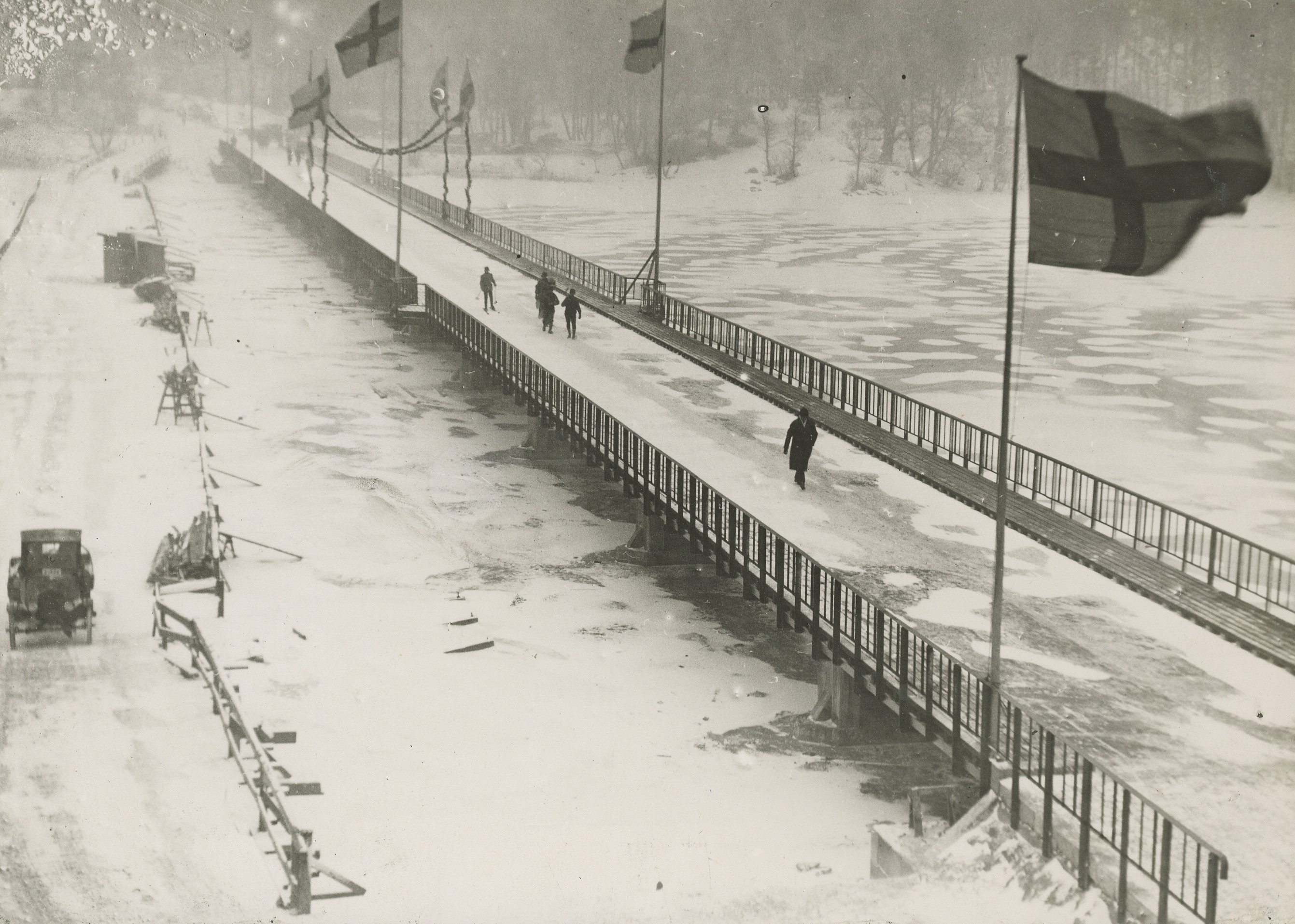
Drottningholmsbron, invigningsdagen den 22 december 1926.
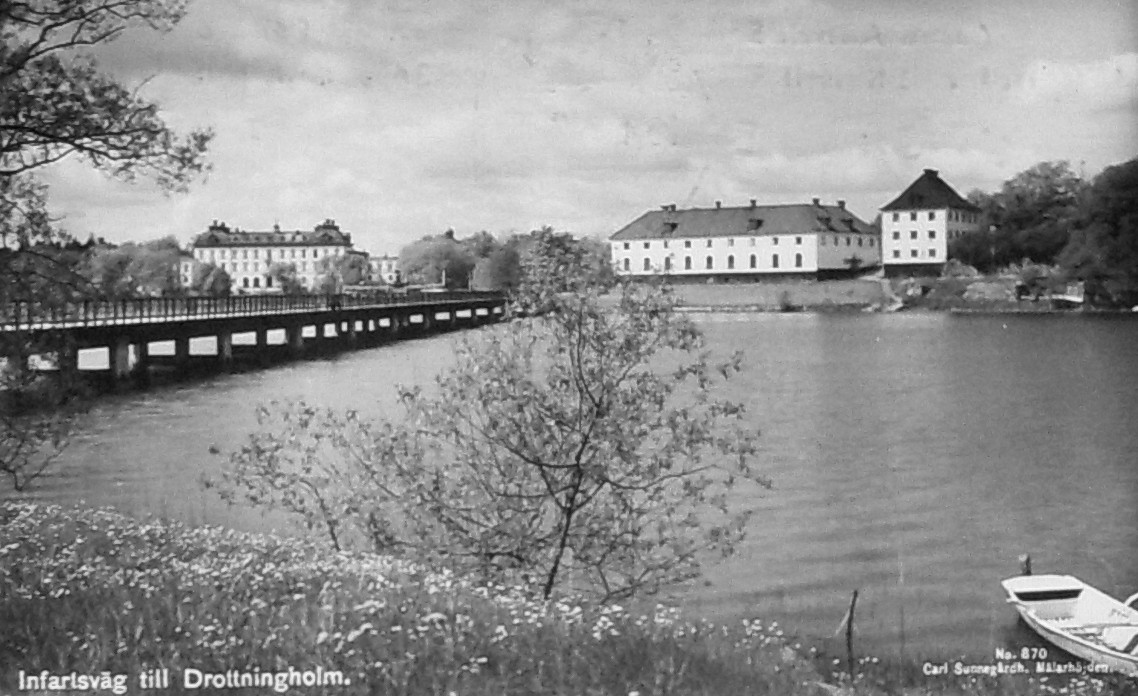
Betongbron, vykort från 1931.